# Леон-Портилья, Мигель
Миге́ль Лео́н-Порти́лья (исп. Miguel León-Portilla, 22 февраля 1926 — 1 октября 2019) — мексиканский учёный и лингвист, специалист по духовной жизни и философии науа.

## Биография
Окончил Национальный автономный университет Мексики под руководством известного исследователя науа Анхеля Гарибая, в 1956 году защитил докторскую диссертацию «La filosofía náhuatl estudiada en sus fuentes», основанную на большом комплексе оригинальных источников. В 1961 году она была переведена на русский язык и издана под названием «Философия нагуа». Леон-Портилья известен как инициатор развития современных науанских языков и системы двуязычного образования мексиканских индейцев. До 1998 года работал в Национальном автономном университете, профессор с 1957 года, в 1966—1976 годах возглавлял Институт исторических исследований в том же университете. Академик Мексиканской академии языка (1962) и Национальной исторической академии (1969), с 1971 года — член Национального колледжа. Среди многочисленных наград — медаль Белисарио Домингеса, вручаемая Сенатом Мексиканской республики (1995), а также почётная награда Библиотеки Конгресса США — «Живущей легенде», как самому авторитетному исследователю литературы, языка и философии науа (2013).
Основной предмет научных интересов как историка — личности Бернардино де Саагуна и Тлакаелеля, последнего он считал истинным архитектором ацтекского государства. Его перу принадлежат более 40 монографий и 150 статей.
С 1965 года женат на Ансесьон Эрнандес Тривиньо (родилась в 1940 году) — известном лингвисте, также специалисте по языку науатль.

## Основные труды
- La filosofía nahuatl estudiada en sus fuentes (1956).
Леон-Портилья, Мигель. Философия нагуа. Исследование источников / Перевод и комментарии Р. Бургете. — М.: Издательство Иностранной Литературы, 1961. — 384 с. (2-е изд. М., 2010.)
- Siete ensayos sobre cultura náhuatl (1958)
- Visión de los vencidos (1959).
- Los antiguos mexicanos a través de sus crónicas y cantares (1961)
- El reverso de la conquista. Relaciones aztecas, mayas e incas (1964)
- Tiempo y realidad en el pensamiento maya (1968)
- México-Tenochtitlan, su espacio y tiempos sagrados (1979)
- La multilingüe toponimia de México: sus estratos milenarios (1979)
- Hernán Cortés y la Mar del Sur (1985)
- Cartografía y crónicas de la Antigua California (1989)
- Quince poetas del mundo náhuatl (1993)
- Francisco Tenamaztle (1995)
- Bernardino de Sahagún, pionero de la antropología (1999)
- La filosofía nahuatl estudiada en sus fuentes (1993)
- La flecha en el blanco (1996)